# 奧梅利亞尼夫卡 (波利西基區)
51°10′47″N 29°45′39″E / 51.17972°N 29.76083°E
奧梅利亞尼夫卡（烏克蘭語：Омелянівка）是位於烏克蘭北部的村莊，由基辅州维什霍罗德区的克拉斯亞蒂奇市鎮負責管轄。該村始建於1918年，面積4平方公里，海拔高度134米，2001年人口32，人口密度每平方公里8人。